# Bilsi
Bilsi é uma cidade e um município no distrito de Budaun, no estado indiano de Uttar Pradesh.

## Geografia
Bilsi está localizada a 28° 08′ N, 78° 55′ L. Tem uma altitude média de 180 metros (590 pés).

## Demografia
Segundo o censo de 2001, Bilsi tinha uma população de 23,564 habitantes. Os indivíduos do sexo masculino constituem 53% da população e os do sexo feminino 47%. Bilsi tem uma taxa de literacia de 45%, inferior à média nacional de 59.5%; a literacia no sexo masculino é de 52% e no sexo feminino é de 37%. 18% da população está abaixo dos 6 anos de idade.